# Antonio Rodrigues (futbolista brasileño)
Antonio Rodrigues (São Paulo, 27 de junio de 1926) fue un futbolista brasileño. Jugó de delantero en Rosario Central de Argentina y fue hermano de Francisco Rodrigues.

## Trayectoria

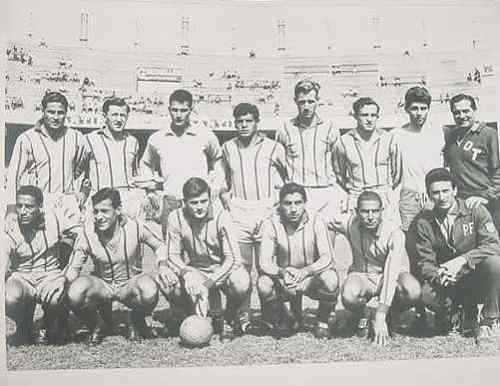
Rosario Central en 1960. Antonio Rodrigues abre la fila de los hincados.

Poco se conoce de su carrera como futbolista, al contrario de su hermano, que fue titular de la Selección de Brasil entre 1950 y 1955.
En las temporadas 1958 y 1959 vistió la casaca de Palmeiras, conquistando el título del Campeonato Paulista en la segunda de ellas.
En 1960 emigró al fútbol argentino, y fichó junto a su hermano en Rosario Central. Allí jugó durante un año y medio, disputando 33 partidos y marcando 8 goles. Tres de ellos fueron en los dos clásicos rosarinos que jugó; el 8 de mayo de 1960 convirtió dos goles en la derrota de su equipo 3-5 como visitante, mientras que  el 25 de septiembre de ese mismo año, marcó uno en la victoria 4-1 en Arroyito.

## Clubes
| Club             | País      | Año       |
| ---------------- | --------- | --------- |
| Palmeiras        | Brasil    | 1958-1959 |
| Rosario Central] | Argentina | 1960-1961 |

## Palmarés
| Equipo    | País   | Título              | Año  |
| --------- | ------ | ------------------- | ---- |
| Palmeiras | Brasil | Campeonato Paulista | 1959 |